# AB Upsala Valskvarn
AB Upsala Valskvarn, i folkmun "Valskvarn", var ett kvarnkomplex som låg i stadsdelen Kvarngärdet i kvarteret Njord vid Vaksala torg längs Väderkvarnsgatan i Uppsala. Med uppsalaentreprenören Martin Edlund som Verkställande direktör.

## Historia
I Uppsala har kvarnverksamhet funnits sedan medeltiden vid Fyrisån och väderkvarnar vid Kvarngärdet sedan 1700-talet.
Bolaget Upsala Valskvarn bildades 23 juli 1914  genom att överta en kvarnrörelse startad under 1880-talet som var i konkurs. 1931-32 genomfördes en omfattande utbyggnad och i anläggningen kom 17 st. åttavåningars silos att ingå. Förutom ett antal kvarnar ute i landet ingick även Akademikvarnen i Valskvarns verksamhet. Akademikvarnen var i bruk från 1280-talet fram till 1940-talet. I samband med omfattande strukturrationaliseringar inom den svenska kvarnindustrien på 1950-talet förvärvades Valskvarn 1958 av ett av Axel Wenner-Grens bolag, Fulcrum, och verksamheten upphörde.
AB Upsala Valskvarn var moderbolag i det "Edlundska imperiet" i Uppsala där även dotterbolagen AB Upsala Ättiksfabrik och AB Upsala Sidenväverier ingick.[källa behövs]

## Produkter
Valskvarns produkter utgjordes av mjöl och havregryn och såldes med bl.a. med märkena VASA och VASALYX.

## Byggnaderna
Valskvarns anläggning hade inget större kulturhistoriskt värde och revs i sin helhet på 1980-talet efter att en tid ha använts som spannmålslager. Det som idag minner om Valskvarns tidigare närvaro är namnet "Kvarnen" på den affärsgalleria som idag upptar kvarteret.[källa behövs]
Kvarteret Njord inrymde från 1890-talets slut fram till 1930-talet även bryggerirörelse, bryggeriet Holmen.